# Raimundo Fernández Villaverde

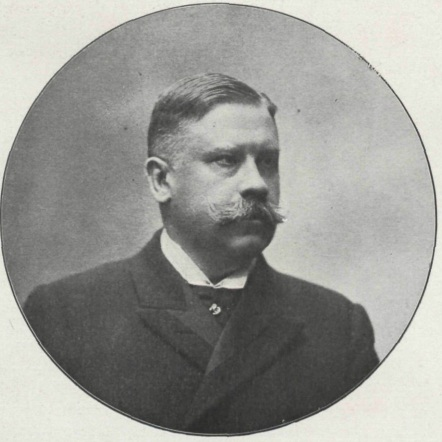

Raimundo Fernández Villaverde y García del Rivero, markgraaf de Pozo Rubio (Madrid, 20 januari 1848 - 15 juli 1905) was een Spaans politicus en eerste minister.

## Levensloop

### Studies en beroepsloopbaan
Nadat hij hogeschool liep aan het Instituto de San Isidro volgde hij een studie in de rechtswetenschappen aan de Complutense Universiteit van Madrid. In 1869 studeerde hij af als doctor in de rechtswetenschappen, meer bepaald handelsrecht en huishoudrecht. Nadien werd hij buitengewoon professor aan de Universiteit van Madrid.
In 1877 werd hij benoemd tot directeur-generaal van de Gemeentelijke Administratie en vervolgens was hij van 1878 tot 1880 directeur-generaal van de bijzondere dienst van de Algemene Staatsadministratie.

### Afgevaardigde en minister
Hij begon zijn politieke loopbaan toen hij op 24 augustus 1872 verkozen werd tot afgevaardigde van het Congres van Afgevaardigden voor de Conservatieve Partij. Hij bleef dit tot aan zijn dood.
Van 22 maart 1880 tot en met 8 februari 1881 was hij onderstaatssecretaris op het ministerie van Financiën. Op 31 maart 1884 werd hij benoemd tot burgerlijk gouverneur van Madrid, waarna hij op 13 juli 1885 minister van Binnenlandse Zaken werd in de vierde regering van Antonio Cánovas del Castillo. Hij bleef tot en met 27 november 1885. Als minister moest Fernández Villaverde de door de regering genomen maatregelen rechtvaardigen. Deze maatregelen hadden in Madrid geleid tot een opstand van kleinhandelaars.
Toen Cánovas op 5 juli 1890 weer premier werd, benoemde hij Fernández tot minister van Genadeverzoeken en van Justitie. Hij bleef dit tot en met 23 november 1891. Op deze datum nam hij ontslag uit solidariteit met Francisco Silvela y de Le Vielleuze, de minister van Binnenlandse Zaken die in conflict kwam met minister van Koloniën Francisco Romero Robledo en hierdoor ontslag nam. Van 25 juni tot en met 30 november 1892 was hij opnieuw minister van Binnenlandse Zaken in de regering-Cánovas.
In de volgende jaren nam hij geen ministerposten op. In 1897 steunde hij Francisco Silvela toen die de overleden Cánovas opvolgde als voorzitter van de Conservatieve Partij.
Op 4 maart 1899 werd hij benoemd tot minister van Financiën in de regering van Silvela y de Le Vielleuze en bleef dit tot en met 6 juli 1900. Tot en met 25 april 1899 was hij ook de laatste Spaanse minister van Koloniën.

### Parlementsvoorzitterschap en premierschap
Van 20 november 1900 tot 25 april 1901 was hij voor de eerste keer voorzitter van het Congres van Afgevaardigden. Op 6 december 1902 werd hij in de tweede regering onder leiding van Francisco Silvela minister van Financiën. Op 25 maart 1903 nam hij echter ontslag na een meningsverschil met de premier over de reorganisatie van de Spaanse vloot en het effect dat dit op de begroting zou hebben. Vervolgens was hij van 19 mei 1903 tot en met 12 september 1904 opnieuw parlementsvoorzitter.
Op 20 juli 1903 volgde hij Silvela op als premier van Spanje, maar wel ad interim. Zijn regering bleef in functie tot en met 5 december 1903, waarna Antonio Maura het premierschap overnam.
Op 27 januari 1905 werd hij opnieuw premier van Spanje ter opvolging van Marcelo Azcárraga Palmero. Op 23 juni 1905 moest hij echter al aftreden, nadat de oppositie geëist had dat er nieuwe verkiezingen moest komen. Op 17 juni 1905 werd het Congres van Afgevaardigden ontbonden en op 20 juni de Senaat. Nog geen maand na zijn terugtreden overleed Fernández Villaverde in Madrid.

### Ereambten
Op 10 april 1888 werd hij benoemd tot lid van de Real Academia de Ciencias Morales y Políticas en bleef dit tot aan zijn dood. Daarnaast werd hij op 15 december 1898 benoemd tot lid van de Real Academia Española en bleef dit eveneens tot aan zijn dood.
- Biblioteca Nacional de España: XX1049145
- Bibliothèque nationale de France: cb156571226 (data)
- Gemeinsame Normdatei: 122961986
- International Standard Name Identifier: 0000 0000 5922 814X
- Library of Congress Control Number: no2012125630
- Nationale Bibliotheek van Tsjechië: pna2016930396
- Nederlandse Thesaurus van Auteursnamen: 161626777
- Système universitaire de documentation: 110869354
- Virtual International Authority File: 15097749
- WorldCat: E39PBJjMCDYd4wqvDWJWt6hT73